# Franciszek Ksawery d’Abancourt de Franqueville
Franciszek Ksawery d’Abancourt de Franqueville (Pseudonyme „Budzimir Socha“ und „Strażnik Narodowy“; * 28. Januar 1815 in Lesko; † 22. April 1892 in Bolechiw) war ein polnischer Publizist sowie wirtschaftlicher und politischer Aktivist. Sein Bruder war der Widerstandskämpfer Karol d’Abancourt de Franqueville. Sein Sohn war der Jurist und Politiker Karol d’Abancourt de Franqueville.

## Leben
Franciszek Ksawery d’Abancourt de Franqueville kam am 28. Januar 1815 als Sohn von Augustyn d’Abancourt de Franqueville, dem Neffen von Charles-Xavier Franqueville d’Abancourt, in Lesko zur Welt, wohin sein Vater während der Französischen Revolution emigriert war.
Da Franciszek Ksawery d’Abancourt de Franqueville in jungen Jahren verwaist war, nahm sich Graf Franciszek Ksawery Krasicki seiner Bildung an, die er in Sanok, Sambor und Przemyśl empfing. In Wien studierte er an der Universität und am Polytechnikum Chemie, Physik, Mathematik und Agronomie.
Nach Polen zurückgekehrt übernahm er sein Gut Łówcza, wo er noch vor der Einführung der Indemnisation die Fronarbeit abschuf.
Im Jahre 1848 wurde er Mitglied der Rada Narodowa und gehörte ab 1852 der Galizischen Wirtschaftsgesellschaft an, wo er sich für die Gründung einer höheren Landwirtschaftsschule in Dubljany einsetzte. Um sich mit dem Zustand der Schulen und öffentlichen Gärten im Ausland vertraut zu machen, unternahm er Reisen nach Österreich, Deutschland, Tschechien, Ungarn, Frankreich und Belgien. In dieser Zeit veröffentlichte er Artikel in den Zeitungen „Czas“ und „Przegląd Powszechny“. Im April 1857 vertraute ihm die Wirtschaftsgesellschaft die Reorganisation und Leitung von Dublany an, die er nach einem Jahr wieder abgab.
Im Jahre 1861 gründete er unter Beteiligung von Florian Ziemiałkowski und Franciszek Smolka die Zeitung „Dziennik Polski“, in der er in den folgenden zwei Jahren systematisch gegen die Politik Anton von Schmerlings vorging. 1863 wurde er schließlich zusammen mit Henryk Rewakowicz wegen des Artikels „Jak rzeczy stoją w Europie“ des Landesverrats verurteilt und in Lemberg inhaftiert. Durch Kaution und Bürgschaft mehrerer Bürger wurde er kurze Zeit später wieder freigelassen. Nach seiner Freilassung schloss er sich dem Januaraufstand an.
Nach dem Aufstand verschaffte er dank seiner Bekanntschaften in Wien Aufenthaltsgenehmigung für Aufständische und Flüchtlinge. Er freundete sich mit Agenor Gołuchowski an und vermittelte zwischen diesem und Richard Belcredi in den folgen Jahren.
Im Jahre 1872 überreichte er in Einverständnis mit Agenor Gołuchowski Gyula Andrássy eine Denkschrift über die Haltung Österreichs gegenüber dem Ausland und über Projekte des Wiederaufbaus Polens.
Im Jahre 1875 überreichte er Josef Lasser von Zollheim eine Denkschrift, in der aufgezeigt wurde, dass Österreich als Vielvölkerstaat nicht nur einen deutschen Charakter haben und die Gesetzgebung sich nach den Bedürfnissen der Nationalitäten richten sollte.
Während des Russisch-Türkischen Krieges ging er gegen die Świętojurcy mit der Broschüre „Ostrożnie z ogniem“ (Lemberg 1877) vor, da er Aktionen befürchtete, die der polnischen Sache schädigen könnten.
In den Jahren 1876 bis 1882 setzte er sich für den Ausbau des Eisenbahnnetzes in Galizien.
In seinen letzten Lebensjahren ertaubte er, zog sich daher zurück und verfasste Tagebücher. Am 22. April 1892 verstarb er in Bolechiw.

## Werke
- Era konstytucyjna austro-węgierskiej monarchii od 1848–1881, Karkau 1881.